# 157 f.Kr.

## Händelser

### Efter plats

#### Romerska republiken
- Karthagerna, som genom sitt avtal med Rom hindras att göra väpnat motstånd, men också av Rom skall skyddas från förlust av territorium, vädjar till Rom om hjälp mot den numidiske kungen Masinissas härjningar. Den romerske censorn Marcus Porcius Cato leder en kommission som förhandlar fram en vapenvila mellan Karthago och dess förra allierade Masinissa.
- Under sin tid i Karthago, blir Cato så slagen av dess blomstring att han blir övertygad om, att Roms säkerhet nu beror på Karthagos fullständiga utplåning. Från och med nu börjar Cato därför upprepa kravet "Ceterum censeo Carthaginem esse delendam" ("För övrigt anser jag, att Karthago bör förstöras") i slutet av sina tal, oavsett vilket ämne de handlar om.
- Efter att Ariarathes V har blivit avsatt från den kappadokiska tronen av seleukiderkungen Demetrios I Soter och har flytt till Rom skickar Kappadokiens nye kung Orofernes två ambassadörer till Rom för att förstärka Demetrios sändebuds motstånd mot att Ariarathes V skall återbördas till makten. Trots deras ansträngningar återinsätter romarna Ariarathes V på sin tron. Rom tillåter dock Orofernes att härska tillsammans med honom. Den gemensamma regeringen blir dock inte långvarig, då Ariarathes V strax därefter blir ensam kung av Kappadokien.

#### Seleukiderriket
- Jonatan Mackabaios erkänns av seleukiderna som kung inom deras domäner.

## Födda
- Gaius Marius, romersk general och politiker, som kommer att väljas till konsul sju gånger; han kommer också att införa stora reformer inom den romerska armén, då han tillåter att icke landägande romerska medborgare tar värvning och omorganiserar legionernas uppbyggnad (död 86 f.Kr.)
- Sanatrukes (även känd som Sinatrukes eller Sanatruk), kung av Partien som kommer att styra det Partiska riket från omkring 77 f.Kr. (född omkring detta år; död omkring 70 f.Kr.)

## Avlidna
- Han Wendi, kejsare av den kinesiska Handynastin sedan 180 f.Kr. (född 202 f.Kr.)